# Николай IV
Николай IV е римски папа в периода 22 февруари 1288-4 април 1292. Рожденото му име е Джироламо Маши (Girolamo Masci). Първият в историята францисканец, заемал папския престол.
Джироламо Маши постъпва рано в ордена на францисканите и 1272 г. става ръководител (провинциал) на Далмация и 1274 г. генерал на ордена. На 12 март 1278 г. той става кардинал-свещеник на Санта Пуденциана в Рим и на 12 април 1281 г. той е избран за кардинал-епископ на Палестрина (1281 – 1288).
След смъртта на Хонорий IV той е избран за папа.
Карл II Анжуйски Куция се среща с папата в Риети, където той го освобождава от обещанията, които е дал на краля на Арагон и го коронясва за крал на Двете Сицилии. Новият папа отлъчва от църквата Алфонсо III.
След смъртта на Николай IV папският престол остава овакантен 27 месеца. Чак на 5 юли 1294 г., за папа е избран бенедиктинеца Пиетро Анджелари дел Муроне под името Целестин V.